# Щёкин, Александр Кимович
Александр Кимович Щёкин (28 июля 1957, Калининград — 12 июля 2023, Санкт-Петербург) — российский физик, специалист в области термодинамики и кинетики фазовых превращений первого рода, член-корреспондент РАН (2016).

## Биография
Отец — К. Ф. Щёкин, советский государственный деятель.
Окончил Калининградский государственный университет (1979) и аспирантуру при кафедре статистической физики ЛГУ (1983).
- младший научный сотрудник НИИ физики ЛГУ (1979—1980);
- ассистент и старший преподаватель (1984—1989), доцент (1989—1990) кафедры теоретической физики Калининградского университета;
- докторант кафедры статистической физики ЛГУ/СПбГУ (1991—1994);
- старший научный сотрудник (1994—1995), ведущий научный сотрудник (1995—1996) НИИ физики имени В. А. Фока СПбГУ.

С 1997 года профессор, с 2006 года заведующий кафедрой статистической физики физического факультета Санкт-Петербургского государственного университета. С 2011 по 2013 год одновременно заведующий отделом теоретической физики НИИ физики имени В. А. Фока СПбГУ.
Доктор физико-математических наук (1995), профессор (2003).
В 2016 году избран членом-корреспондентом РАН.
Умер 12 июля 2023 года.

## Научная деятельность
Специалист в области термодинамики и кинетики фазовых превращений первого рода, теории процессов нуклеации и мицеллообразования и физической химии поверхностных явлений.
Автор и соавтор более 435 научных работ, соавтор 5 монографий.
Основные научные результаты:
- разработана термодинамическая и кинетическая теория знакового предпочтения в ион-индуцированной нуклеации;
- разработана термодинамика малых зарождающихся капель в нецентральных электрических полях с учетом деформации капель;
- построена термодинамика и кинетика нуклеации на растворимых и нерастворимых ядрах конденсации с учетом перекрытия поверхностных слоев и эффектов осмотического давления;
- рассчитаны с помощью функциональных методов физические характеристики малых капель, как в отсутствие, так и в присутствие электрического поля;
- описана динамика нуклеации и роста многокомпонентных зародышей новой фазы с учетом эффектов нестационарности, неизотермичности, исключенного объёма и стефанова течения, концентрационной зависимости коэффициентов диффузии;
- построена кинетика и термодинамика мицеллообразования и релаксации в растворах ПАВ со сферическими и цилиндрическими мицеллами при молекулярном механизме изменения числа агрегации и механизме слияния и распада агрегатов.

## Награды
- Почётный работник высшего профессионального образования Российской Федерации (2012)[4]
- Лауреат главной премии Международной академической издательской компании НАУКА/Интерпериодика за лучшую публикацию в издаваемых ею журналах (2005)
- Лауреат премии Международной академической издательской компании НАУКА за лучшую публикацию в издаваемых ею журналах (1995)
- Премия имени П. А. Ребиндера (совместно с профессором А. Е. Кучмой, за 2019 год) — за цикл работ «Теория нуклеации и роста частиц новой фазы в многокомпонентных системах»
- Премия Санкт-Петербургского государственного университета «За научные труды» в категории «За фундаментальные достижения в науке» (2021) (совместно с профессором Л. Ц. Аджемяном) — за цикл работ «Кинетическая теория мицеллообразования и релаксации в растворах неионных поверхностно-активных веществ».